# Ascarina swamyana
Ascarina swamyana är en tvåhjärtbladig växtart som beskrevs av A.C. Smith. Ascarina swamyana ingår i släktet Ascarina och familjen Chloranthaceae. Inga underarter finns listade i Catalogue of Life.